# Exposição agropecuária

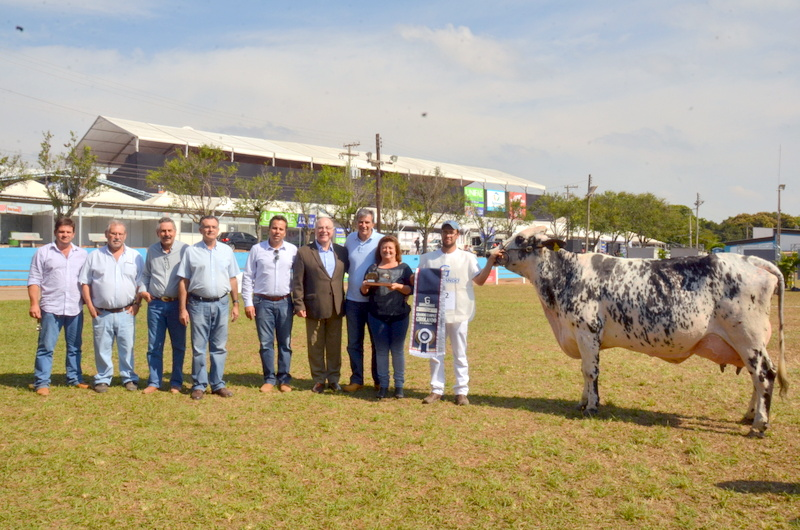
Solenidade de abertura da 42ª Exposição Agropecuária Industrial e Comercial (EAPIC), em 2015, em São João da Boa Vista, Brasil.

Exposição agropecuária é um evento do agronegócio que possui como tema principal a exposição de animais e produtos agrícolas, geralmente em estandes ou galpões preparados para este fim. Estas exposições normalmente acontecem uma vez por ano, e tem duração de três a dez dias, contando com participação de grandes públicos, especialmente nos espetáculos musicais, que acontecem nas tarde/noites.
Um ponto que merece também ser lembrado é presença de companhia de rodeios, com estrutura completa, com destaques aos peões de montaria em touro e cavalo. Geralmente se tem-se durante o evento um concurso para escolha da "rainha" e princesas da festa.